# Klima Mađarske
Klima Mađarske karakterizirana je svojim položajem. Mađarska se nalazi u istočnom dijelu Srednje Europe, otprilike na jednakoj udaljenosti od ekvatora i Sjevernog pola, više od 1000 kilometara od obale i oko 1000 kilometara od Atlantskog oceana. Također je najmanje 500 kilometara udaljena od Sredozemnoga mora.
Klima Mađarske kao i cjelokupni zemljopis Mađarske, rezultat je promjena u okolini tijekom ere holocena. Rezultat je interakcije dvaju glavnih klimatskih sustava: kontinentalne i oceanske klime. Utjecaj oba ova sustava osjeća se diljem zemlje u različito vrijeme, što znači da je vrijeme vrlo promjenjivo.
Dva najvažnija čimbenika koji utječu na klimu Mađarske su udaljenost od Atlantika i prevladavajući zapadni vjetrovi. Kontinentalni karakter mađarske klime daleko je od ekstremne kao u Istočnoj Europi.
Situacija zemlje u zemljopisnom području Karpatskog bazena također je važna. Okolni planinski lanci mijenjaju utjecaj vjetrova i drugih klimatskih sila koje napreduju prema zemlji: na primjer, invazija hladnih fronti se usporava, a neki vjetrovi poprimaju karakter vjetra fena.
Na klimu u Mađarskoj utječu dva manje ili više stalna akcijska središta umjerene zone, islandska ciklona i azorska anticiklona. S vremena na vrijeme zimi, hladne zračne mase preko Sibira i Istočne Europe prelaze preko karpatskih planina i pohode Karpatski bazen.
U Mađarskoj, temperatura je toplija od primjerice, susjedne Austrije, zbog južnog toka Golfske struje. Ova aberacija ili anomalija može biti i do 2,5 °C. Prema istoku, to se postupno smanjuje.
Prosječna temperatura u Mađarskoj je 8 do 11 °C. Razlika između sjevera i juga je samo 3 °C, zbog relativno male udaljenosti.